# كورين مولر
كورين مولر هي منافسة ألعاب القوى سويسرية، ولدت في 20 نوفمبر 1975 في بروغ في سويسرا.

## وصلات خارجية
- كورين مولر على موقع الاتحاد الدولي لألعاب القوى (الإنجليزية)
- كورين مولر على موقع أوليمبيديا (الإنجليزية)